# 迦密梁省德學校
迦密梁省德學校（英語：Carmel Leung Sing Tak School），位於香港九龍觀塘順安邨，是一間津貼全日制男女小學，教學語言以中文為主（英文科除外），於1979年起由基督教興學會營辦。

## 歷史沿革

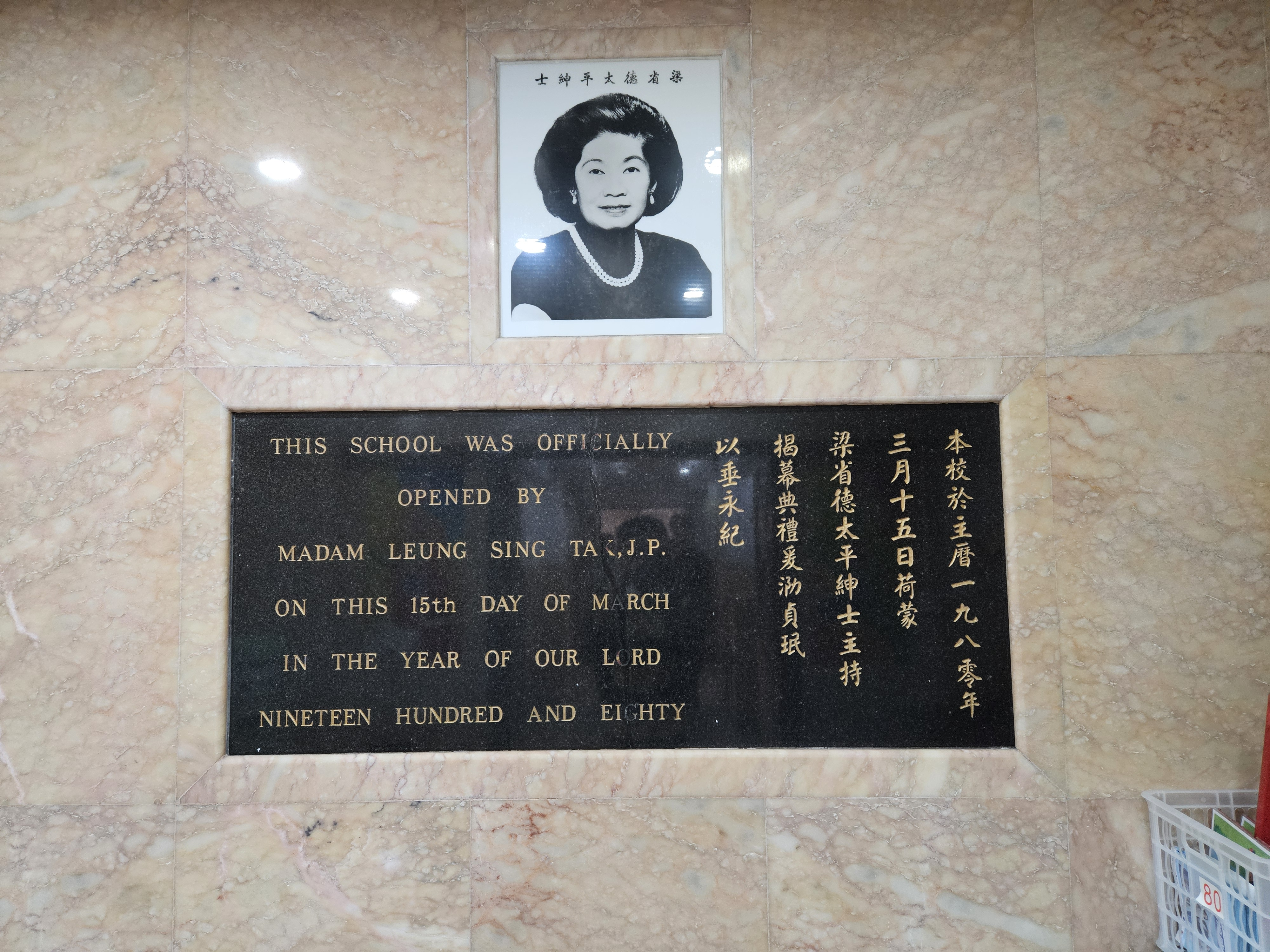
此校揭幕紀念碑

此校於1979年初創立，首半年僅設上午校，至同年9月擴展為兼設上、下午校的半日制小學。由於此校獲新界婦孺福利會創辦人梁省德贊助，故採用現時校名。
因應政府推行小學全日制，此校於2003年將下午校併入上午校，並改為全日制至今。
由於校舍空間不足，即使於1999年增建一層後仍無改善。因此，此校曾於2014年考慮申請使用同邨另一校舍，以作有時限擴展，但沒有下文。其後，此校於2019年申請重置，翌年獲分配同區秀茂坪安秀道擬建校舍。按照現時預測，新校舍預計於2025年落成。

## 校舍

### 順安邨現有校舍
現有校舍為一所後期型「火柴盒」小學，於1979年隨順安邨建成，佔地541平方米，設24間課室、音樂室、電腦室、視藝室、英語學習室、STEM科創室、校園電視台、學生活動室、家長資源室，並曾於1999年加建一層及升降機塔。
隨著此校於2025年遷往秀茂坪新校舍，順安邨現有校舍將會遷出，原址將暫時改裝為簡約公屋，長遠重建為公營房屋。

### 秀茂坪新校舍
新校舍為一座後千禧校舍，毗鄰瑪利諾中學及安秀道公園，佔地6,280平方米，設有30間課室及各種特別室。
校舍由王董建築師事務有限公司設計、俊和集團承建，預計於2025年完工。

#### 新校舍建設圖片集

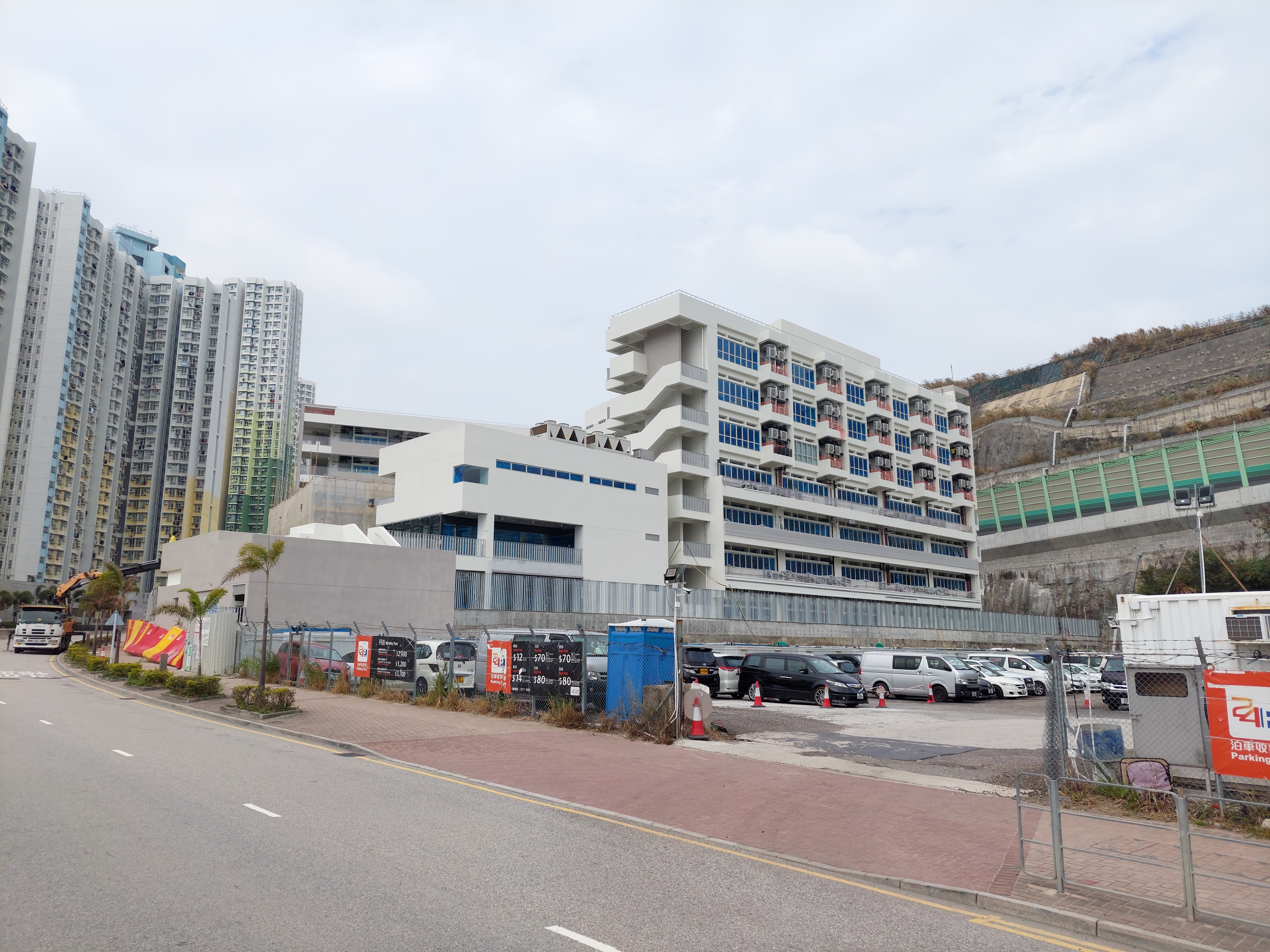
校舍動工前，為一個臨時停車場（2022年2月）
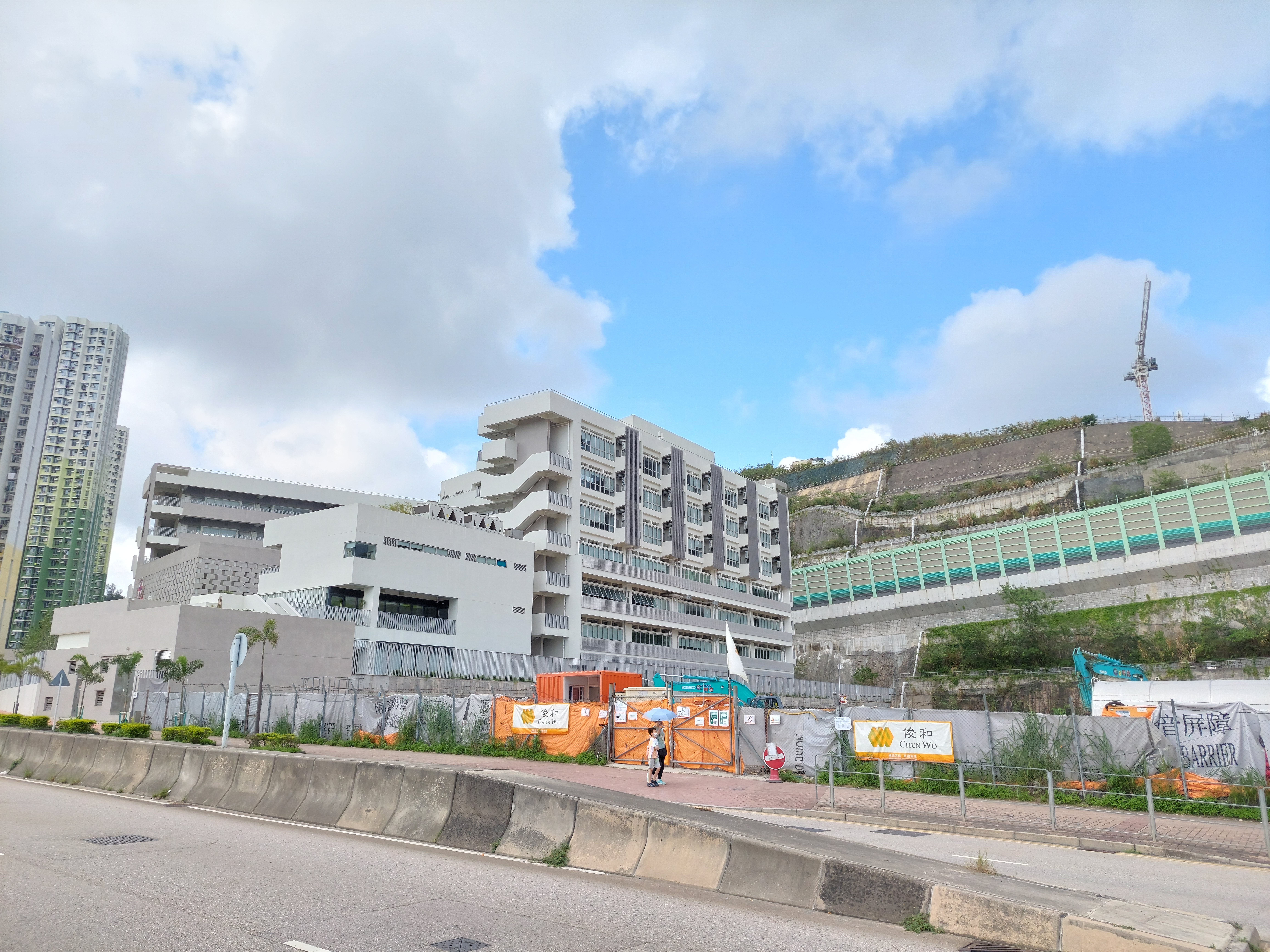
剛動工（2023年6月）
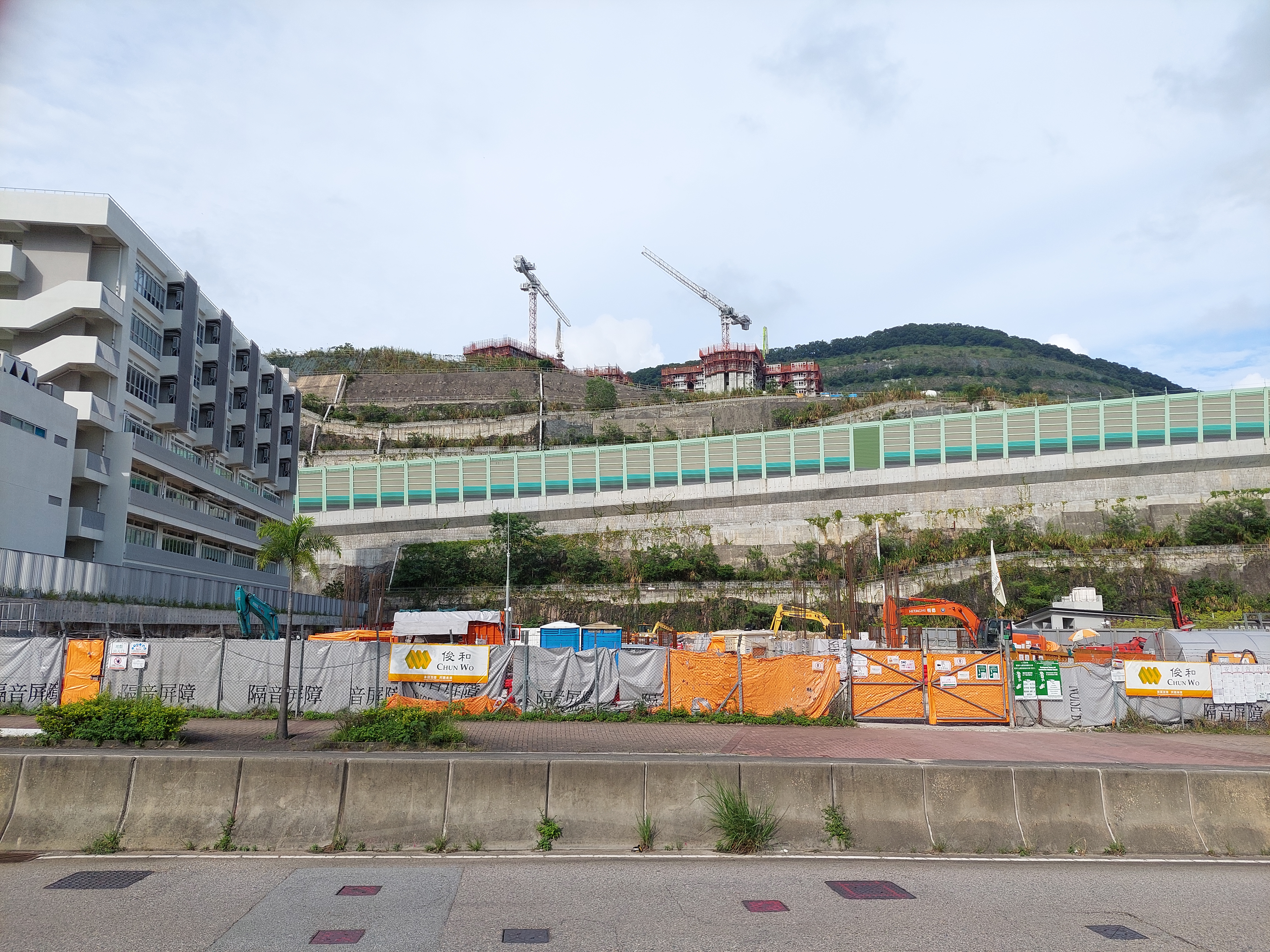
2023年8月
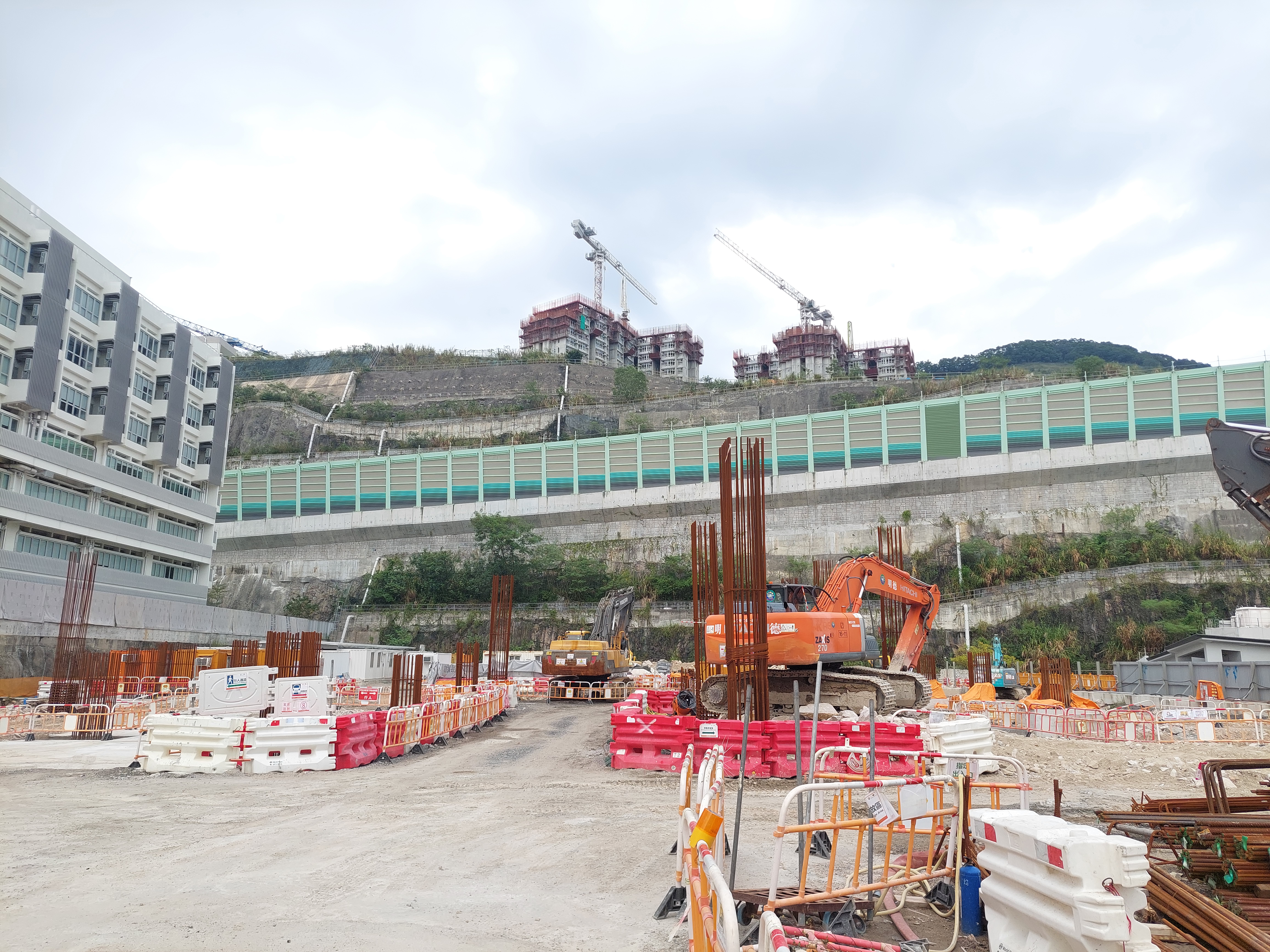
2023年10月
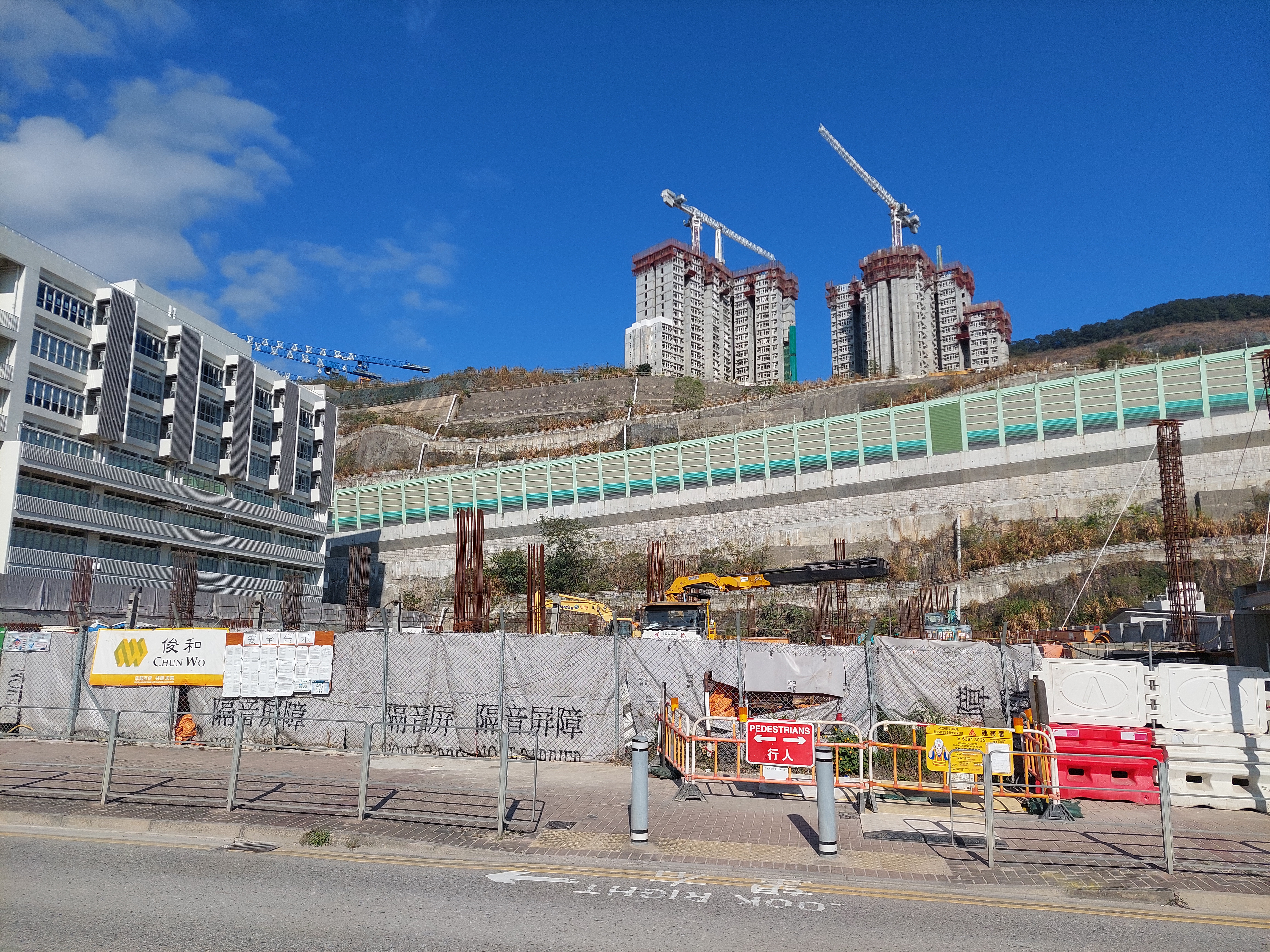
2023年12月
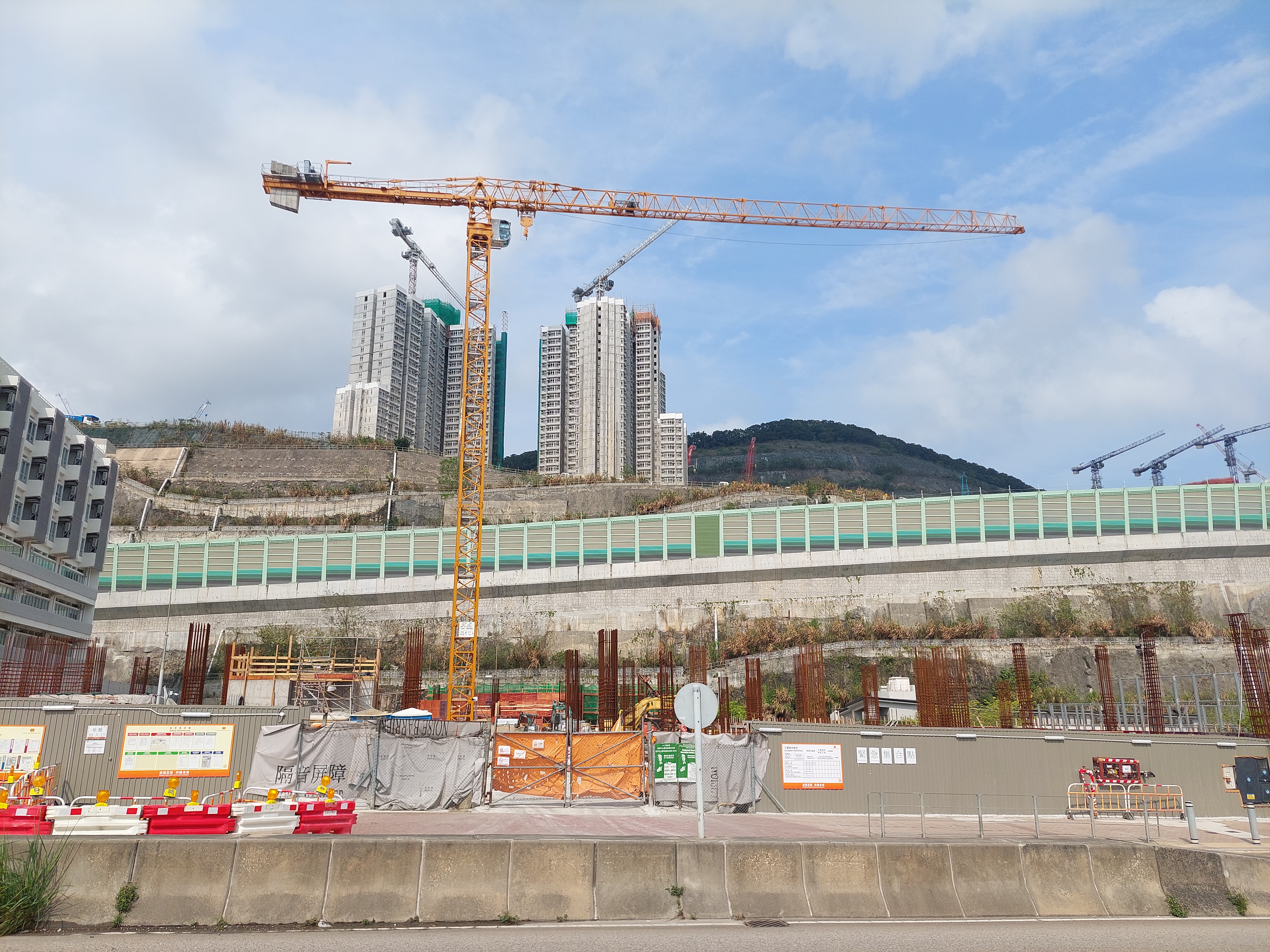
開始興建首層（2024年4月）
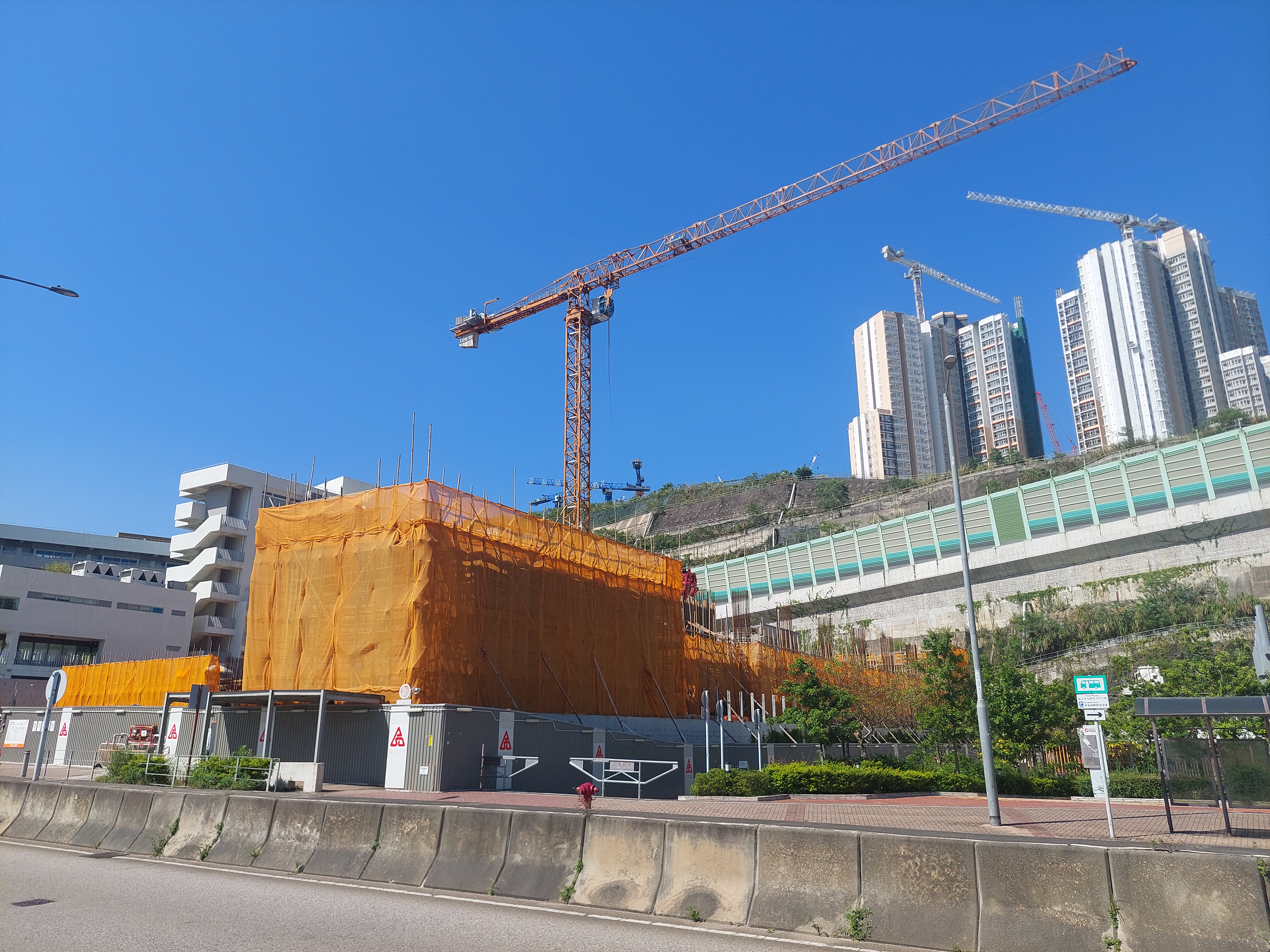
建至1樓（2024年8月）
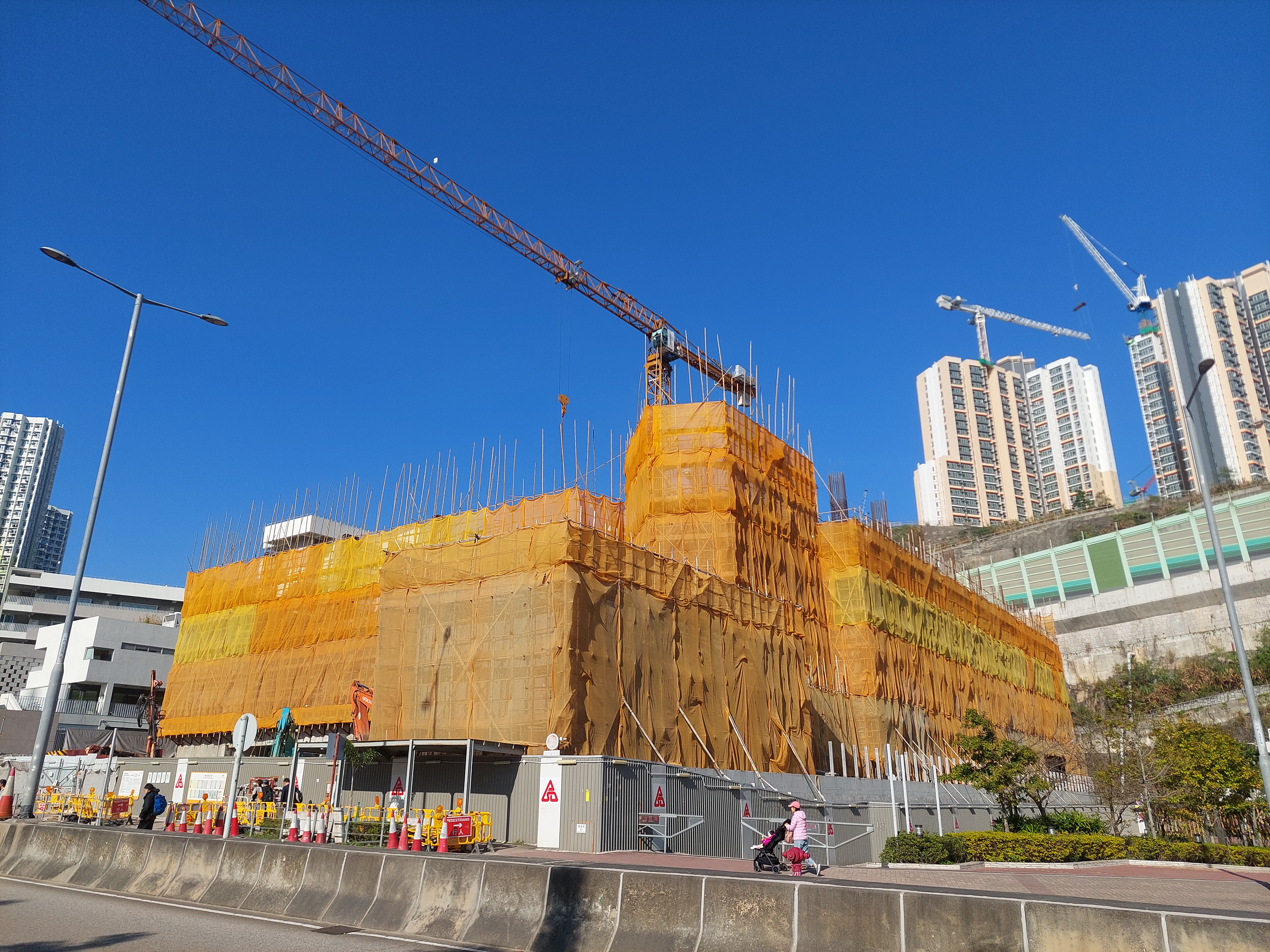
2024年11月
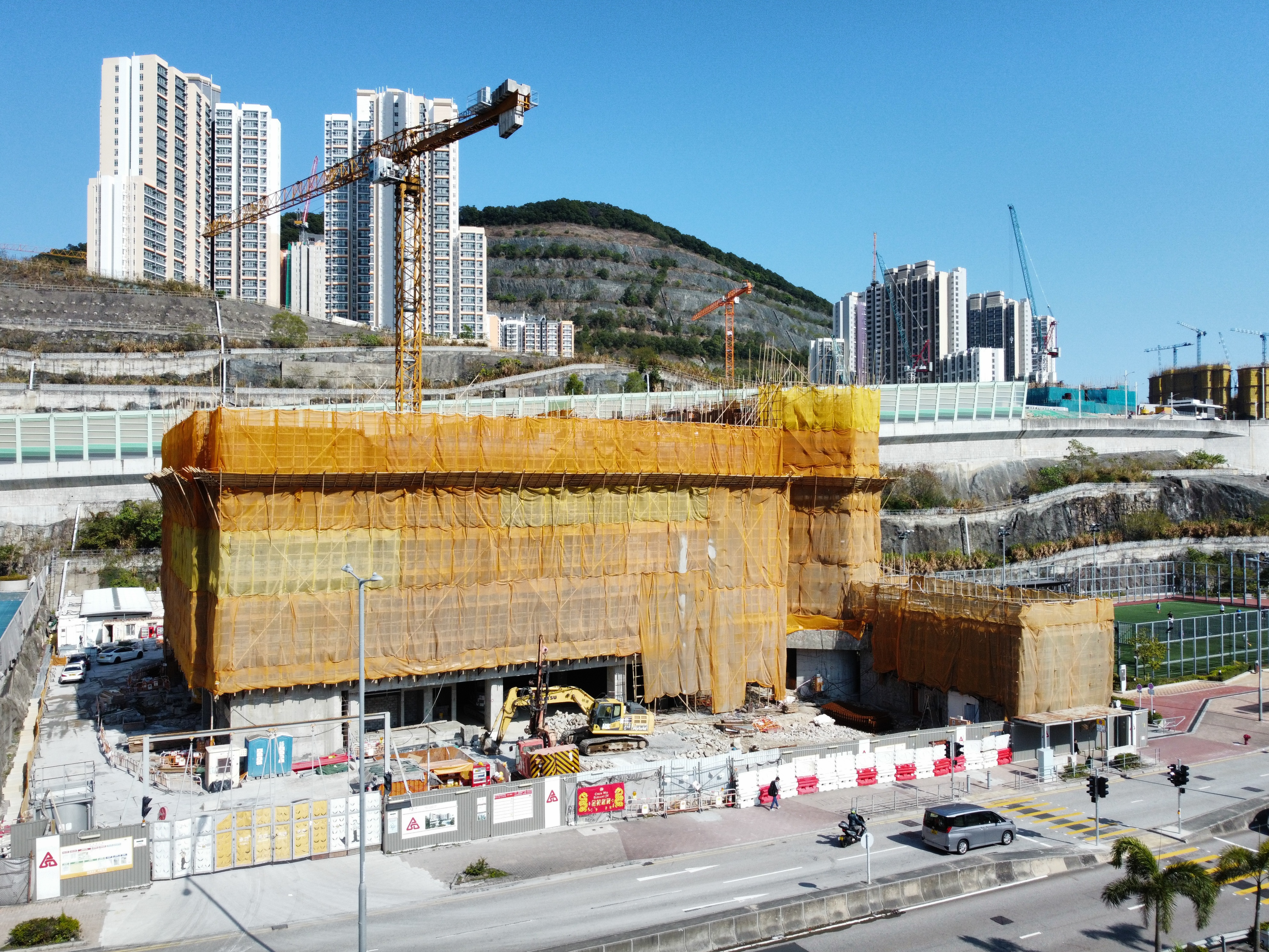
2025年2月
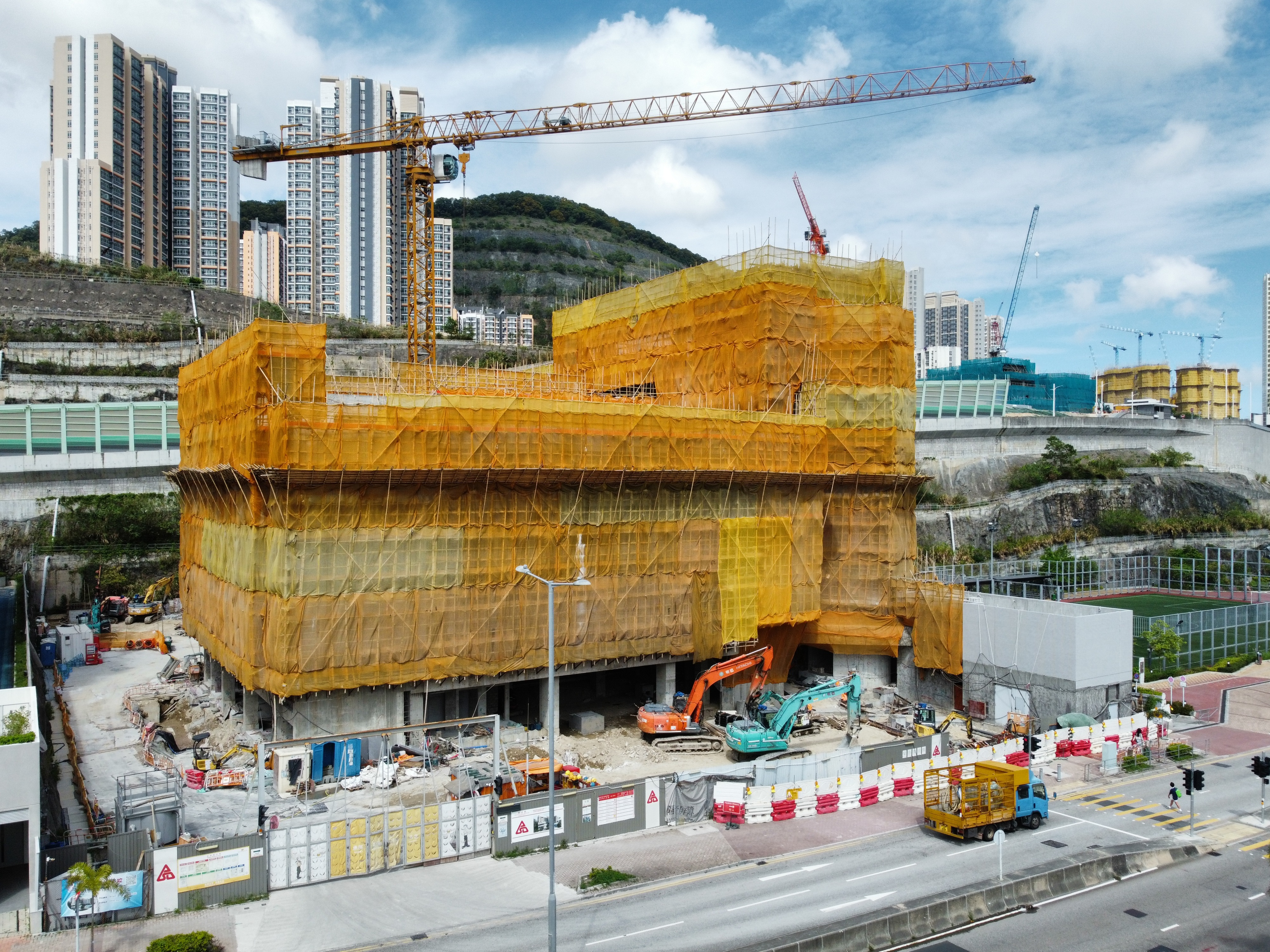
即將封頂（2025年5月）
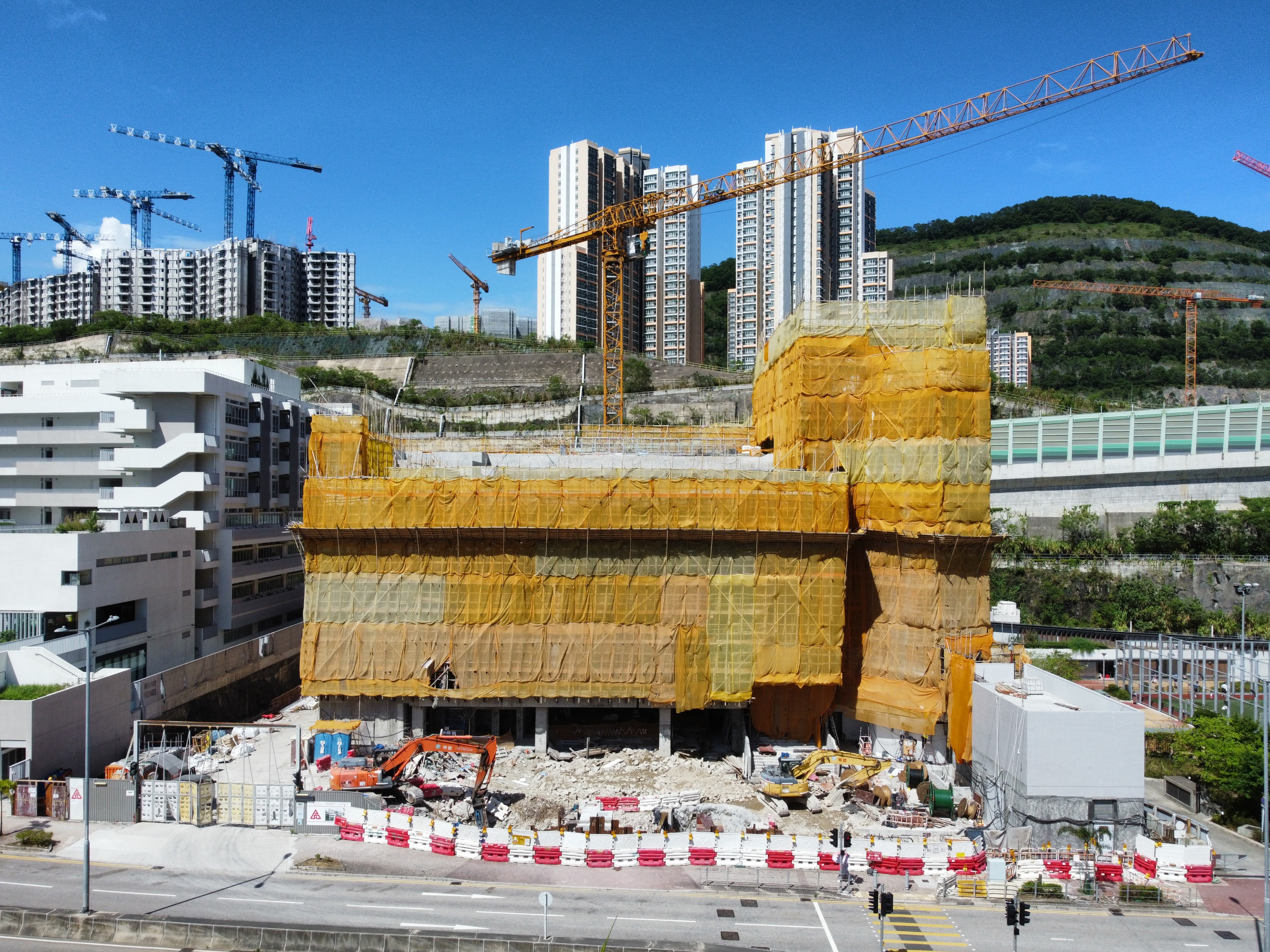
已封頂（2025年8月）

## 歷屆行政人員

### 校監
- 蔡嘉師 先生[13]
- 劉志良 牧師[14]
- 李兆波 先生（現任校監）

### 校長

#### 上午校
- 黃國津 先生[13]
- 邱瑞好 女士（？-2003年，上午校末任校長，原下午校校長）[4]

#### 下午校
- 劉天祿 先生（？-1990年，後轉職至沙田循道衛理小學）[15]
- 邱瑞好 女士（1990年-？，後調至上午校）[13]
- 李美美 女士（？-2003年，下午校末任校長，後轉職至中華基督教會基良小學）[14]

#### 全日
- 邱瑞好 女士（2003年-2004年，全日制首任校長）
- 羅勵賢 先生（2004年[16]-2014年）
- 李小娟 女士（2014年[17]起，現任校長）

## 軼事及事件
- 2015年10月中，此校一名小五女生被學長拉扯左耳耳環，導致耳環上小珠跌入耳道。及後，事主家長向校方投訴，揭發事件[18]。

## 著名／傑出校友
- 林淑敏：無綫電視女藝員
- 蔡雪瑩（1999年上午校小六）：前無綫新聞主播[19]